# Tulipan Maria Kaczyńska
Tulipan 'Maria Kaczyńska' (Tulipa 'Maria Kaczynska') – odmiana uprawna rośliny z rodzaju tulipan (rodzina liliowate Liliaceae). Wyhodowana została w Holandii przez Jana Ligtharta w 2008 i nazwana na cześć pierwszej damy, małżonki prezydenta Polski, Lecha Kaczyńskiego – Marii Kaczyńskiej.
Odmiana posiada barwę kremową. Jej przygotowanie zajęło Ligthartowi 18 lat. Jest zarejestrowana przez Holenderskie Królewskie Powszechne Stowarzyszenie dla Cebul Kwiatowych jako jedna z 4500 odmian tulipanów. Kwiat jest odporny na stosunkowo niskie temperatury i nagłe zmiany pogodowe.

## Nadanie nazwy
Nadanie nazwy odmianie odbyło się w obecności Marii Kaczyńskiej we wrześniu 2008 w ogrodach Ambasady Królestwa Niderlandów w Warszawie przy ul. Kawalerii 10. Inicjatorem nadania nazwy był ambasador holenderski w Polsce – Marnix Krop. Wręczona pierwszej damie cebulka miała numer 00001.

## Hodowla
Jan Ligthart jest jednym z bardziej znanych holenderskich hodowców tulipanów (zajmuje się tym od 14. roku życia). Tereny uprawne Ligtharta znajdują się w miejscowości Breezand w Holandii Północnej. Zajmuje się on głównie hodowlą nowych odmian, a w sprawach masowej produkcji kooperuje z firmą rodziny Rooyakkers.
Najbardziej znane odmiany wyhodowane przez Ligtharta to 'Washington' i 'Strong Solid'. Wcześniej zarejestrował także inne odmiany związane nazewnictwem z Polską – 'Irena Sendlerowa', 'Generał Stanisław Maczek', 'Preludium Chopina' i 'Mikołaj Kopernik'. Znane są również inne wyhodowane przez niego odmiany, np. 'Jurij Gagarin', 'Elvis Presley' czy od nazwisk pierwszych dam – 'Hilary Clinton', 'Laura Bush' oraz 'Bernadette Chirac'.

## Inne informacje
W 2011 kwiaty tej odmiany trafiły na uroczystości rocznicowe w Smoleńsku.